# Forum des images
Le Forum des images, fondé en 1988 sous le nom de Vidéothèque de Paris, est une institution culturelle de la Ville de Paris consacrée au cinéma et à toutes les formes d'images (réalité virtuelle, jeu vidéo, bande dessinée…). Il est situé au Forum des Halles, dans le 1er arrondissement de Paris. Il a le statut d'association loi de 1901 et est actuellement dirigé par Claude Farge.
Lieu de  cinéphilie, mais aussi de création, de diffusion, d'innovation et d'éducation à l'image, le Forum des images organise ou accueille de nombreux cycles thématiques, festivals, rendez-vous, rencontres et débats tout au long de l'année pour des publics de tous les âges.
Son fonds d'archives compte près de 7 700 films ayant Paris pour sujet ou pour décor, ainsi que plusieurs centaines d'autres documents issus de diverses collections rares et difficiles d'accès.
En septembre 2018, le Forum des images a créé TUMO Paris, son école de la création numérique, gratuite, destinée aux adolescent·es de 12 à 18 ans.

## Histoire
Sous l’impulsion du poète académicien Pierre Emmanuel, dès 1980, la Vidéothèque de Paris créée par la Mairie de Paris ouvre ses portes le 9 février 1988. Elle est inaugurée par Jacques Chirac, alors maire de Paris.
Sa mission initiale est de constituer la mémoire audiovisuelle de la ville de Paris, en collectant des images de la capitale filmées depuis 1895, issues d'une grande variété d'origines, de genres et de supports.
Longs et courts métrages, fictions, documentaires, publicités, émissions de télévision, films amateurs, films d’entreprises sont réunis dans « les collections » du Forum des images, un fonds d’archives audiovisuelles à l’ampleur inédite.
Lieu de « lecture publique », le Forum des images, dès son ouverture, met à la disposition des spectateurs les films de ses collections de façon simple, large et immédiate, grâce à « un système de consultation combinant robotique et informatique documentaire ». Grâce à cet équipement technique révolutionnaire pour l’époque, chacun peut faire ses recherches et visionner le film de son choix sur l’un des postes disponibles dans la salle de consultation. Par ailleurs, son catalogue est accessible à distance, par Minitel.
Également lieu de cinéphilie, la Vidéothèque de Paris propose notamment au public des cycles de projections thématiques :  véritable ADN de l'institution, ils ont pour objet de « tisser des liens entre les films, entre les époques et de croiser les points de vue ». D'abord centrée sur Paris et sa représentation, la programmation s’élargit et s’ouvre peu à peu à de nouveaux corpus de films, formats, rendez-vous et publics, notamment sous la direction de Michel Reilhac (1992-2002).
En 1995 se tiennent les premières Rencontres internationales du cinéma à Paris (RICAP), qui célèbrent le cinéma indépendant, et en 1999 a lieu la première édition de la biennale Nouvelles images du Japon, consacrée au cinéma d’animation japonais. Le festival connaît un grand succès public et médiatique : en 2001, la rétrospective consacrée aux Studios Ghibli se tient en présence de Hayao Miyazaki.
Forte de ces évolutions, c’est tout naturellement que la Vidéothèque de Paris est rebaptisée en 1998 Forum des images. Cette nouvelle dénomination témoigne d’une identité en devenir, tournée vers la modernité et la curiosité pour toutes les formes d’images, notamment celles de la création contemporaine.
En 2002, Laurence Herszberg succède à Michel Reilhac à la direction de l’institution. Sous son impulsion sont créés plusieurs festivals, dont Pocket Films, consacré à la réalisation de films sur téléphone mobile ou Tout-Petits Cinéma. En 2010 a lieu la première édition de Séries Mania, premier festival du genre en France, consacré aux séries télévisées du monde entier.
Développant en parallèle ses missions éducatives et pédagogiques, notamment en direction des jeunes, le Forum des images touche un public de plus en plus large : étudiant·es, chercheur·ses, spectateur·rices curieux…
Il devient peu à peu « un pôle cinéphile de la capitale » et un lieu de référence en termes d’équipement culturel local, régional et national. En 2005, pour répondre à une fréquentation croissante ainsi qu’à des besoins d’évolution technologique, le Forum des images ferme ses portes au public pour entreprendre une vaste transformation. Durant les trois années que durent les travaux, l’institution réalise un important travail de numérisation de ses collections et poursuit en parallèle son activité de programmation hors les murs dans une dizaine de lieux parisiens comme le Max Linder, L’Arlequin, l’Action Christine, le théâtre Paris Villette, le pavillon de l’Arsenal ou encore le Centre Pompidou.
Le 5 décembre 2008, le Forum des images rouvre au public. Il prend désormais place dans la « rue du Cinéma », l’axe souterrain originellement appelé « grande galerie » reliant la place Carrée à la porte du Jour. Initiée par la Ville de Paris et inaugurée par Bertrand Delanoë, la rue du Cinéma abrite également l’UGC Ciné Cité Les Halles et la Bibliothèque François Truffaut. Coexistent ainsi dans un même périmètre un ensemble d’équipements destinés au cinéma, proposant une offre différenciée et complémentaire.
En 2017, Laurence Herzberg quitte la direction du Forum des images pour prendre celle du festival Séries Mania, qui déménage à Lille, à la suite de l'appel d'offres du gouvernement et du CNC visant à créer en France un grand festival international des séries TV, que Lille et sa région remportent.
En février 2018, Claude Farge est nommé directeur du Forum des images. Sous son impulsion, et grâce au soutien actif de la Ville de Paris, le Forum des images ouvre en septembre 2018 TUMO Paris, la première école de création numérique gratuite à destination des adolescente·s de 12 à 18 ans.

## Les espaces

### Architecture
Lors de son ouverture, le Forum des images est intégré à un projet d’aménagement du territoire, conçu par la Mairie afin d’offrir un « supplément d’âme » au centre commercial souterrain du Forum des Halles dans lequel il est installé.
Créé par l’architecte Paul Chemetov et inauguré en 1988, le Forum des images a connu une importante rénovation entre 2005 et 2008 sous la direction d’Anouk Legendre et Nicolas Desmazières, architecte du cabinet X-TU, qui réhabilite de nombreux édifices publics et institutionnels en France et à l’étranger. L’objectif de cette rénovation, financée par la ville de Paris pour un total de 7,6 millions d'euros, est double : affirmer une identité forte à l’institution, et redonner une unité spatiale au bâtiment, tout en améliorant l’accès et la circulation dans les espaces.
Le nouveau Forum des images se démarque notamment par ses façades sobres et transparentes, la création d’un ruban de lumière programmable et la création de grands espaces visibles depuis la rue du Cinéma. Ce travail architectural est complété par celui de Georges Berne, concepteur lumière, qui imagine une mise en scène à partir de rubans de néons, aux rythmes, nuances, intensité et couleurs variables.

### Équipements et espaces
Le Forum des images s’étend sur 3 niveaux et une surface totale de 5 800 m.
Il abrite trois salles de cinéma : les salles 500 (444 places), 300 (276 places), 100 (100 places) : accessibles aux personnes à mobilité réduite, dotées d’une capacité adaptée à chaque activité, leurs cabines sont équipées de la quasi-totalité des outils permettant de projeter des œuvres dans différents supports (35mm, 2K, 16mm, 4k). Durant l'été 2021, le Forum des images rénove la salle 300.
La Salle 50 (50 places) est spécifiquement conçue pour des projections vidéo et des actions scolaires.
La salle 90, anciennement nommée « salle des collections », accueille depuis septembre 2018 les étudiants de TUMO Paris.
Le Forum des images dispose également de son propre café, le 7e Bar, installé sur la mezzanine qui surplombe la banque d’accueil.

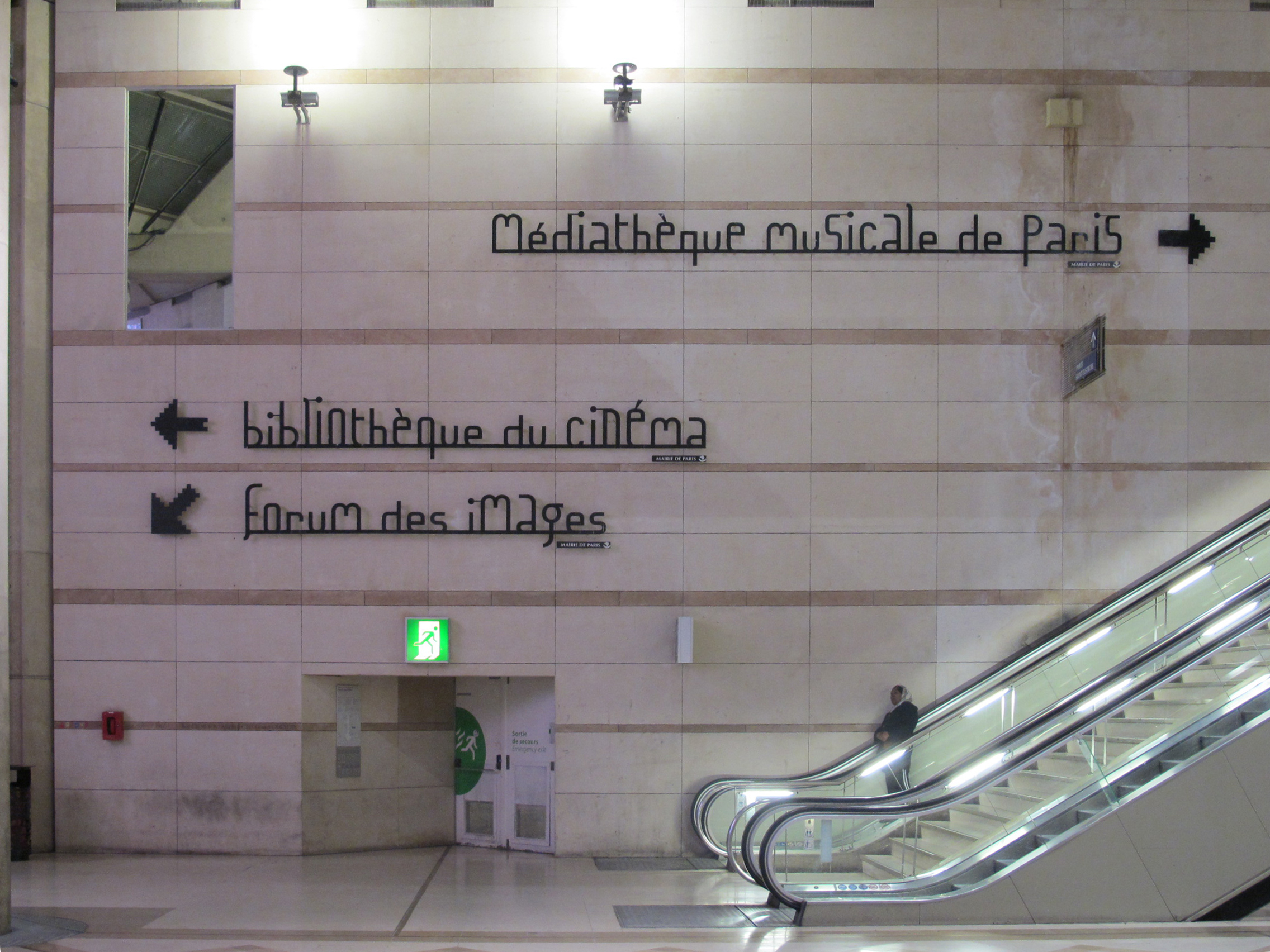
Indication au Forum de Halles, Paris (2014)
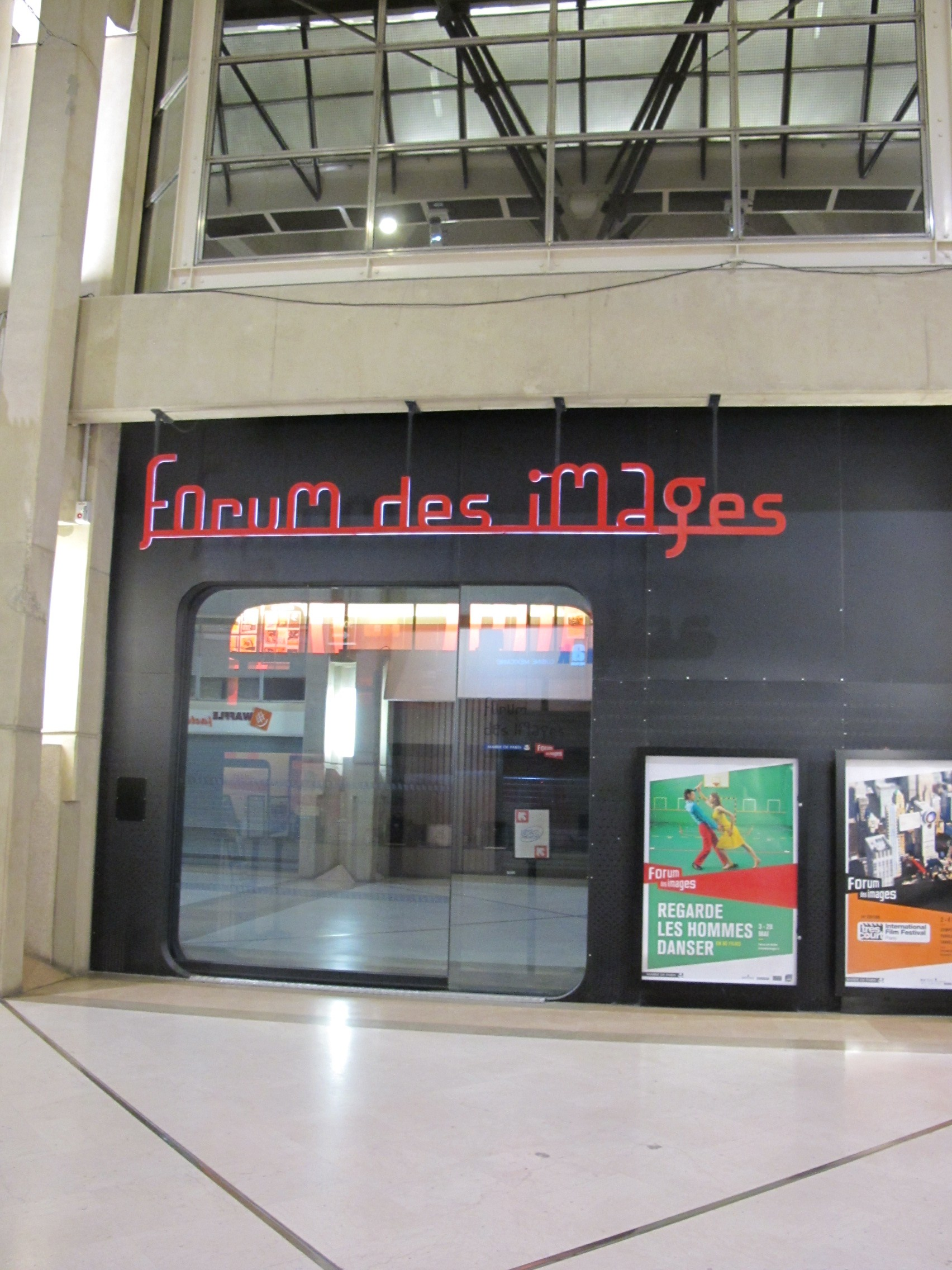
Entrée (2014)
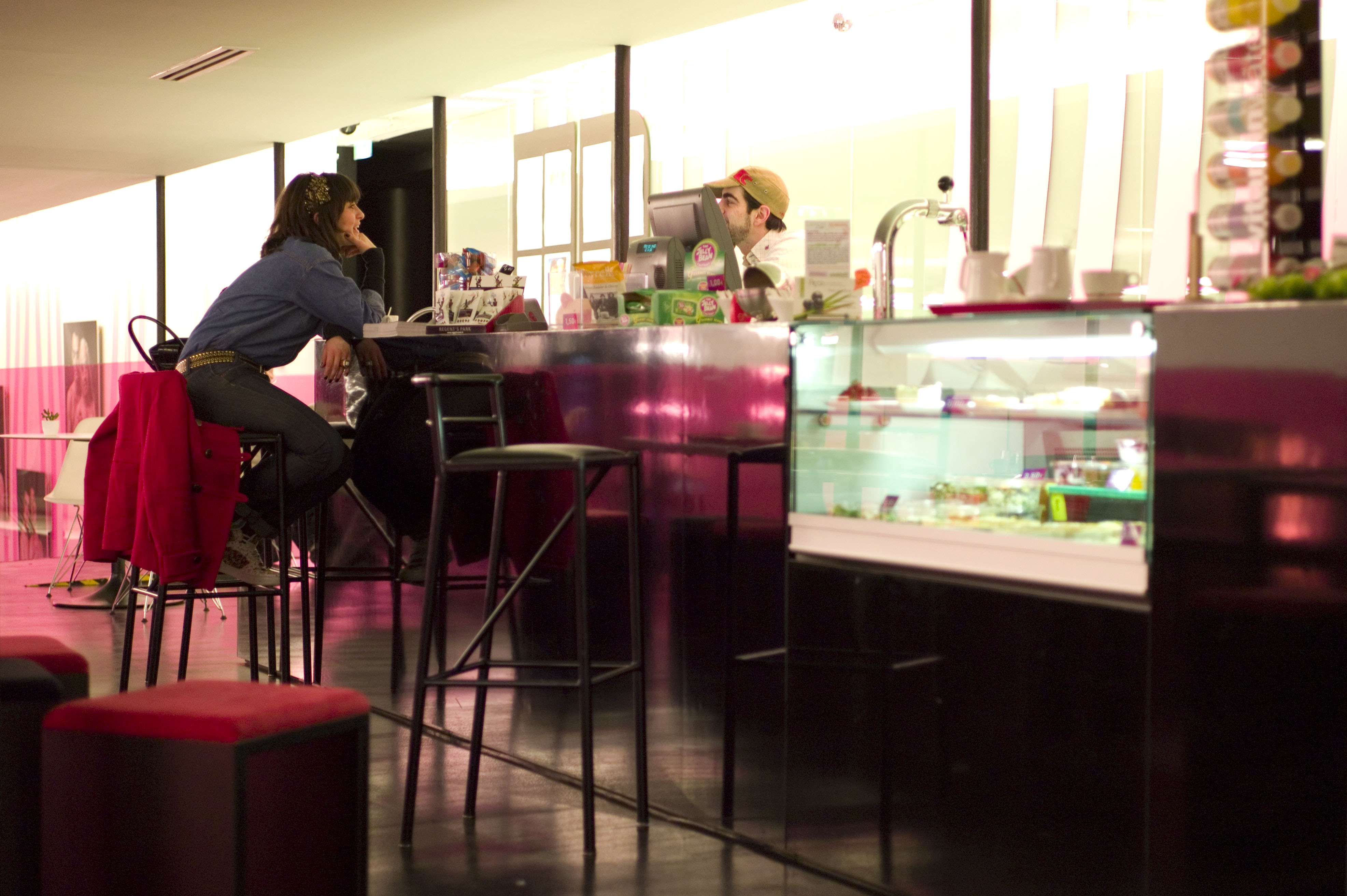
Cafétéria (2010)

## Les missions

### Une mission de conservation patrimoniale: les collections
À sa création, la mission première de la Vidéothèque de Paris, ancêtre du Forum des images, est de « recueillir, protéger et enrichir une collection cinématographique centrée sur Paris» pour en constituer la mémoire audiovisuelle, en réunissant des images de la ville filmées depuis 1895 jusqu'à aujourd'hui.
Pierre Emmanuel, l’instigateur de ce projet, souhaitait en effet que voie le jour « un moyen plus concret et plus vivant que le dossier ou même le livre de saisir sur le vif, en l’an 2020, par exemple, ce que fut à Paris le monde des gens et des formes en 1960 ou en 1980. »
Ce patrimoine unique totalise aujourd’hui plus de 8 000 titres. La plupart sont issus de la collection parisienne - la plus importante -, qui rassemble fictions et documentaires en lien avec la ville de Paris et sa proche banlieue. La mise en place progressive de partenariats avec d’autres structures a ensuite permis d’élargir ce fonds, notamment en direction de la jeune création et des productions absentes des circuits de diffusion.
En premier lieu, la Vidéothèque crée sa propre unité de production documentaire, pour donner à voir la transformation à l'œuvre de Paris : quartiers en pleine mutation (Belleville), monuments en construction (Institut du Monde Arabe, Opéra Bastille) ; évolution des métiers et des modes ; portraits de témoins - célèbres et inconnus - du quotidien de la capitale, fêtes et événements divers faisant l'actualité culturelle parisienne (emballage du Pont-Neuf par Christo, spectacle vivants). Une fois montées et assemblées, ces images viennent enrichir le fonds audiovisuel de la Vidéothèque de Paris.
Outre les propres productions du Forum des images, on compte désormais 10 autres collections, constituées d’une sélection de films issus de divers catalogues : les propres productions documentaires du Forum des images  ; la collection Lobster, qui réunit des films rares restaurés ; celle des Films d’ici, constituée des documentaires sur des sujets liés à l’architecture, l’histoire, la littérature ou la société ; le fonds de l’Agence du court métrage ; les premiers films des jeunes réalisateurs du GREC (Groupe d’essais et de recherche cinématographiques) ; les films d’école de la FEMIS ; la collection pointligneplan, qui explore la frontière entre cinéma et arts plastiques ; Ciné-archives, le fonds audiovisuel du parti communiste ; les films militants féministes du Centre audiovisuel Simone de Beauvoir ; la collection Mos Films, qui rassemble les grands classiques du cinéma russe et d’autres films plus méconnus ; le Canal du savoir, coproduit par le Forum des images, qui réunit des entretiens avec intellectuel·les, de Julia Kristeva à Paul Ricoeur et de Mona Ozouf à Pierre Bourdieu  ; et enfin le fonds de films amateurs.
Jusqu’en 2018, l’ensemble de ces archives était accessible dans une salle des collections, à la fois lieu de consultation et de recherche ouvert à toutes et à tous. Elles sont désormais disponibles gratuitement sur une dizaine de postes de consultation répartis dans les espaces du Forum des images et ceux de la bibliothèque François Truffaut qui le jouxte.

### Une mission de programmation

#### Les cycles
Dès ses débuts, la programmation du Forum des images se fonde sur le principe de la thématique, qui permet de faire dialoguer entre elles des œuvres d’une grande diversité, « en les reliant entre elles, et en montrant comment toutes ensemble elles proposent des ouvertures sur notre monde et notre société». Aussi, sont proposés des cycles conçus à partir des films de la collection parisienne  – d’une durée d’une semaine à un mois - autour de thèmes initialement liés à Paris (« Cafés », « Paris la nuit », « Paris qui danse », « De Barbès à Montmartre », « Paris-Jazz »). La plupart des séances proposent une résonance entre un court métrage, un sujet d’actualité ou une bande annonce, et un long métrage.
Peu à peu, les cycles s’allongent, selon une alternance entre des thèmes très historiques (« Les années folles », « Mai 68 ») ou géographiques (« Paris en quartiers », « Le ventre de Paris ») et d’autres plus « conceptuels » (« La rue »). Ils s’éloignent de la seule thématique parisienne ou urbanistique pour s’élargir à d’autres espaces et d’autres sujets, « tissant des liens entre les films, entre les époques et croisant les points de vue (…)». Ainsi, en avril 1993, « Ritratti di Roma » marque le premier portrait de ville, qui devient rapidement une des marques de fabrique de la programmation du Forum des images : celui de Rome sera suivi par ceux de Prague et de Tokyo dès l’année suivante, celui de Berlin en 1996, de New-York et Tel Aviv en 2009, de Séoul en 2015 ou encore celui de Naples en 2019.

#### Les festivals
En parallèle des cycles thématiques, le Forum des images produit et accueille de nombreux festivals tout au long de l’année.
Parmi les plus iconiques créés par le Forum des images, on compte le Carrefour du cinéma d’animation, qui a fêté sa 11e édition en 2019. Sous la houlette d’un invité d’honneur, ce festival consacré au cinéma d’animation international propose chaque année, quatre jours durant, des projections quotidiennes de longs métrages en avant-première ou inédits, des rencontres avec des personnalités de l’animation, des panoramas de films d’écoles, un focus sur un studio d’animation, une soirée Japanim, des « work in progress » ouvrant au public les coulisses de la création ou encore un cadavre exquis animé réalisé par les élèves d’une école d’animation.
Le festival Un état du monde, créé en 2009, se propose quant à lui de « prendre le pouls du monde » en croisant problématiques géopolitiques et expressions cinématographiques. Chaque édition met un pays et des invité·e.s à l’honneur et questionne nos sociétés contemporaines à travers le prisme des images. Durant 10 jours se succèdent avant-premières en présence des réalisateur·rices et des équipes des films, apéros géopolitiques thématiques réunissant les penseurs et les penseuses d’aujourd’hui, rencontres et débats. Le festival a ainsi accueilli des personnalités comme Wang Quan’an, Jia Zhangke, Elia Suleiman, Fernando Solanas, Pablo Larrain, Christiane Taubira, Daniel Cohn-Bendit, Fatih Akin, Abderrahmane Sissako ou encore Golshifteh Farahani.
Le festival Séries Mania a été créé au Forum des images en 2010, avant de déménager pour Lille. C'est le premier festival du genre en France, consacré aux séries télévisées du monde entier.
Depuis 2017, le Forum des images organise le NewImages Festival, le festival de la création numérique et des mondes virtuels, sous la direction artistique de Michael Swierczynski. Consacré aux nouvelles formes de narration immersives, il propose chaque année au public une sélection d’expériences en réalité virtuelle ou augmentée ainsi que des rencontres et des master class. Doté d’un important volet professionnel, le festival organise également une compétition présidée par un jury prestigieux, un marché, une résidence, des talks et des panels autour des grands enjeux et de l’avenir des nouvelles formes d’écriture et de création digitale.
Sous l’impulsion de Fabien Gaffez, directeur des programmes depuis octobre 2016, sont également créées deux nouveaux festivals. Un drôle de festival, consacré à l’humour sous toutes ses formes, mêle cinéma, rencontres, stand-up et autres performances quatre jours durant, autour d’invité·es de tous bords. Bédérama, lancé en septembre 2019 sous le parrainage de l’illustrateur et réalisateur Mathieu Sapin, explore quant à lui les liens entre bande dessinée et cinéma: la programmation déroule master class, rencontres croisées, performances dessinées, avant-première et sélection de films autour de la BD, mais aussi dédicaces et expositions de planches de dessins.
En parallèle de ses propres productions, le Forum des images accueille également des festivals extérieurs dans ses murs. Ainsi l’Étrange festival, manifestation consacrée au cinéma de genre, à la programmation à la fois singulière, exigeante et décalée, a fêté en septembre 2020 sa 26e édition. De même, l‘Urban Films Festival, le Cinéma du réel, Les Étoiles du documentaire ou encore la Colo ! Panic X Chroma ont lieu chaque année dans les espaces de l’institution.
Le Forum des images organise également des reprises : celles des palmarès du festival Premiers plans d’Angers, du Festival international du court-métrage de Clermont-Ferrand ou encore du Festival international du cinéma d’animation d’Annecy. Partenaire historique de l’institution, la Quinzaine des Réalisateurs est également mise à l’honneur et plébiscitée par le public parisien depuis plus de 30 ans : chaque année, à l’issue du festival, est organisée une reprise intégrale de sa programmation dans les salles du Forum des images.

#### Les rendez-vous
Des rendez-vous réguliers, de fréquence variable, sont adressés à des publics de tous horizons et témoignent d’une programmation riche et foisonnante.[Information douteuse]
Le rendez-vous « 100 % doc », consacré au cinéma documentaire, « les samedis de la VR », à la réalité virtuelle, et les cours de cinéma, gratuits, ont lieu chaque semaine.
D’autres ont lieu de façon mensuelle : Tout’anim, consacré au cinéma d’animation ; Drôle de rencontre, conversation entre le journaliste Xavier de la Porte (Nova, France Culture, France Inter) et un invité venu parler de son rapport à l’humour ; ou encore le rendez-vous Panic Cinéma, consacré au cinéma de genre et proposant chaque mois des films décalés, gores ou délirants dans une ambiance festive.

#### L'offre jeune public
Le Forum des images décline tout au long de l’année une programmation spécifiquement destinée au jeune public.
Chaque mercredi et chaque dimanche, les CinéKids proposent aux enfants une projection suivie d’un débat et d’un goûter. Leur programmation, calée sur le calendrier scolaire, se structure autour de trois thématiques annuelles, explorées à travers une large sélection de films issus de genres et d’époques variées.
Durant les vacances d’hiver, le festival Tout-Petits Cinéma permet aux très jeunes spectateur·rices agés de 18 mois à 4 ans de s’initier à l’image grâce à une dizaine de ciné-concerts, complétés par des jeux, ateliers, et autres activités spécialement pensées pour les touts-petits.

### Une mission de réflexion et d'ouverture

#### Un lieu d'échanges et de rencontres
Au-delà d’une programmation cinématographique variée, le Forum des images se veut un lieu de recherche, de dialogues et de débats.
Tout au long de l’année, cinéastes, acteur·rices français et étrangers, sociologues, philosophes, historien·nes, critiques, écrivains, urbanistes, viennent régulièrement dialoguer entre eux ou débattre avec le public autour des films et des questions qu’ils soulèvent, notamment à travers des rencontres, conférences ou master class.
Ainsi, des personnalités comme Sandrine Kiberlain, Xavier Dolan, Charlotte Gainsbourg, Arnaud Desplechin, Sandrine Bonnaire, Albert Dupontel, Michael Haneke, Adèle Haenel, Lambert Wilson, Gérard Depardieu, Olivier Assayas, Abdellatif Kechiche ou encore Isabelle Huppert sont venues donner des master class ou participer à des rencontres, dont les vidéos sont consultables gratuitement sur le site du Forum des images.

#### Un lieu d'éducation à l'image (scolaires et champ social)
Le Forum des images accompagne chaque année enfants et adolescen·tes de toute l'Ile de France dans leur réflexion sur les images du passé et du présent, dans des espaces consacrés à l’éducation aux images, ou sur place, dans les établissements scolaires, les locaux d’associations et structures du champ social.
Ainsi, de nombreuses actions en partenariat sont menées avec les établissements scolaires franciliens, dans le cadre de dispositifs mis en place par les ministères de la Culture et de l’Éducation nationale ou par les collectivités territoriales. Ces projets explorent tous types d’images contemporaines, du cinéma au jeu vidéo en passant par les réseaux sociaux ou la VR, avec des outils multimédias de visionnage et d’analyse. Chaque année, l’institution reçoit ainsi près de 30 000 élèves de différents niveaux scolaires, depuis la primaire jusqu’au lycée, autour de séances et d’activités scolaires sur le cinéma, la ville et la société. L’approche pédagogique porte une attention toute particulière à l’expression personnelle, sensible et critique des écoliers.
Mobilisé pour l’inclusion numérique et la démocratisation de la culture, le Forum s’engage également auprès des relais du champ social à favoriser l’accès de toutes et tous à ses propositions. Aussi, une équipe spécialisée mène-t-elle chaque année des actions en partenariat avec des associations et des structures publiques sur l’ensemble du territoire francilien.

## TUMO Paris
TUMO Paris a ouvert ses portes au sein du Forum des images en septembre 2018. Elle est issue d’un partenariat entre la ville de Paris et l’école TUMO Erevan, fondée en 2011 en Arménie, qui a fait office de projet pilote.
École de la création numérique à destination les jeunes de 12 à 18 ans, cette école permet aux jeunes de se former gratuitement aux nouvelles technologies créatives de l’image et du numérique sur le temps extrascolaire. Ce programme pédagogique innovant est élaboré autour de 8 spécialités : le cinéma, l’animation, le jeu vidéo, la modélisation 3D, le graphisme, le dessin, la programmation et la musique. À travers une approche pluridisciplinaire, chaque étudiant·e suit le programme selon ses préférences et son rythme tout en étant accompagné·e par un animateur spécialisé et des professionnels reconnus.
TUMO Paris, qui se veut à la fois un lieu de mixité et d’inclusion numérique, accueille aujourd’hui près de 1 500 étudiant·es, dont 42 % de filles et 40 % d’élèves issus des quartiers prioritaires de la ville.
En janvier 2022, le Forum des images lance TUMO Paris 4 – école du climat, à l’Académie du Climat ! Destinée aux jeunes entre 9 et 25 ans, TUMO Paris 4 propose des cycles de projets autour de 8 spécialités : Végétaliser, Habiter & se déplacer, S’habiller, 3R (Réduire, Réutiliser, Recycler), Manger, Sensibiliser, et Décarboner. L'école du numérique lancée en 2018 devient donc TUMO Paris 1.

## Identité visuelle (logo)

Logo de la Vidéothèque de Paris de 1988 à 1998
Logo jusqu'en 2005
Logo de 2005 à 2008
Logo de décembre 2008 à septembre 2018
Logo depuis septembre 2018

## Présidence et direction
- 1993-2008 : Pierre Tchernia
- 2008-2009 : David Kessler
- 2009-2018 : Marc Tessier
- Depuis 2018 : Claude Farge

## Accès
Le Forum des images est situé au 2, rue du Cinéma, dans le 1er arrondissement de Paris, au niveau -3 du Forum des Halles.
En métro, il est desservi par les lignes 4 (station Les Halles, sortie 5 Porte Sainte Eustache ou place Carrée) 1, 7 et 14 (station Chatelet, ortie 5 Porte Sainte Eustache ou place Carrée).
En RER, il est desservi par les lignes A, B et D (station Châtelet-Les Halles, sortie Rambuteau puis Forum - Place Carrée).
En voiture, le parking Les Halles-St Eustache est accessible depuis l’entrée située rue des Halles).